# Christian Seybold
Christian Seybold (Neuenhain, Bad Soden, 19 de marzo de 1695 - Viena, 28 de septiembre de 1768) fue un pintor barroco alemán, famoso por sus retratos y autorretratos, aunque una parte importante de su obra está desaparecida.

## Biografía
Nacido en el seno de una familia numerosa, tuvo 11 hermanos. Su padre, Johann Peter Seybold (1658-1716), era nativo de Oberursel. Es probable que viviera en Bad Soden (Electorado de Maguncia) hasta 1715, antes de ir a Viena a la edad de 20 años. Se casó el mismo año con María Elizabeth Wimmer (1692-1717), con quien tuvo un hijo solo un mes más tarde. Tras la muerte de su primera esposa y de su hijo, se volvió a casar en 1718.
Bajo la protección de Balthasar Denner y Jan Kupecký, empezó a pintar retratos en 1728 y se ganó rápidamente una gran reputación. En 1742 lo encontramos al servicio del rey Augusto III de Polonia. En 1749, se convirtió en el pintor de la corte de María Teresa I de Austria. En el margen de sus retratos oficiales de los monarcas y los notables, también pintado de gente y una serie de autorretratos.

## Obras
La mayoría de sus pinturas se exhiben actualmente en la colección de la Galería Belvedere del palacio del mismo nombre, la Galería de Pinturas de los Maestros Antiguos de Dresde, en la galería del Palacio de Ludwigsburg, en el Museo de la Tierra de Maguncia y en el Museo Nacional Germano de Núremberg. Fuera de Alemania, los lienzos se exhiben en el museo del Louvre en París, la Galería Uffizi de Florencia y el museo del Hermitage de San Petersburgo. El Museo de Bellas Artes de Budapest y el Museo Liechtenstein de Viena son morada de varios autorretratos del pintor. Muchas de sus obras han desaparecido o han sido destruidas, lo que explica la dificultad de la valoración de la obra de Seybold.

## Galería

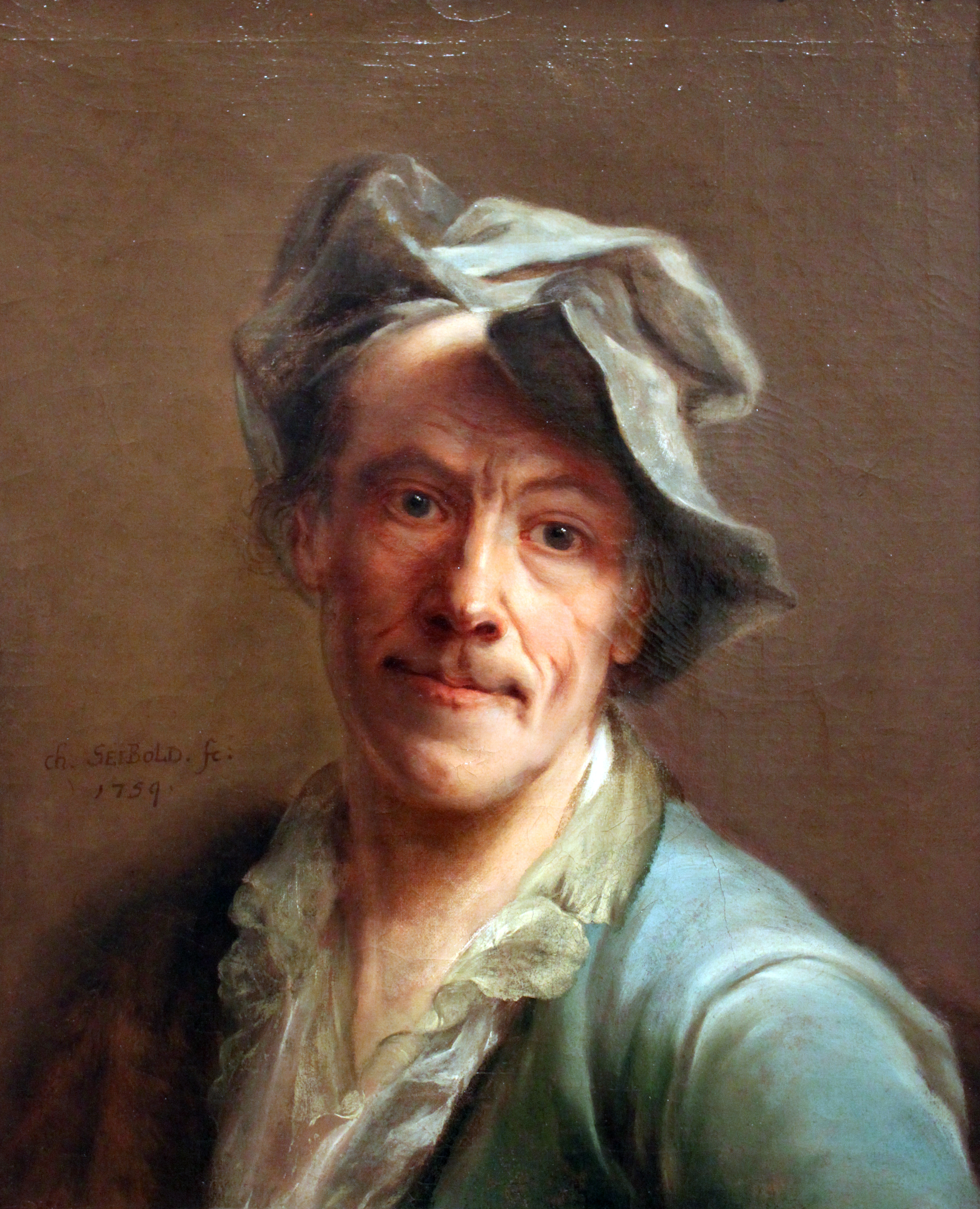
Autportrait (1759), Germanisches Nationalmuseum, Nuremberg
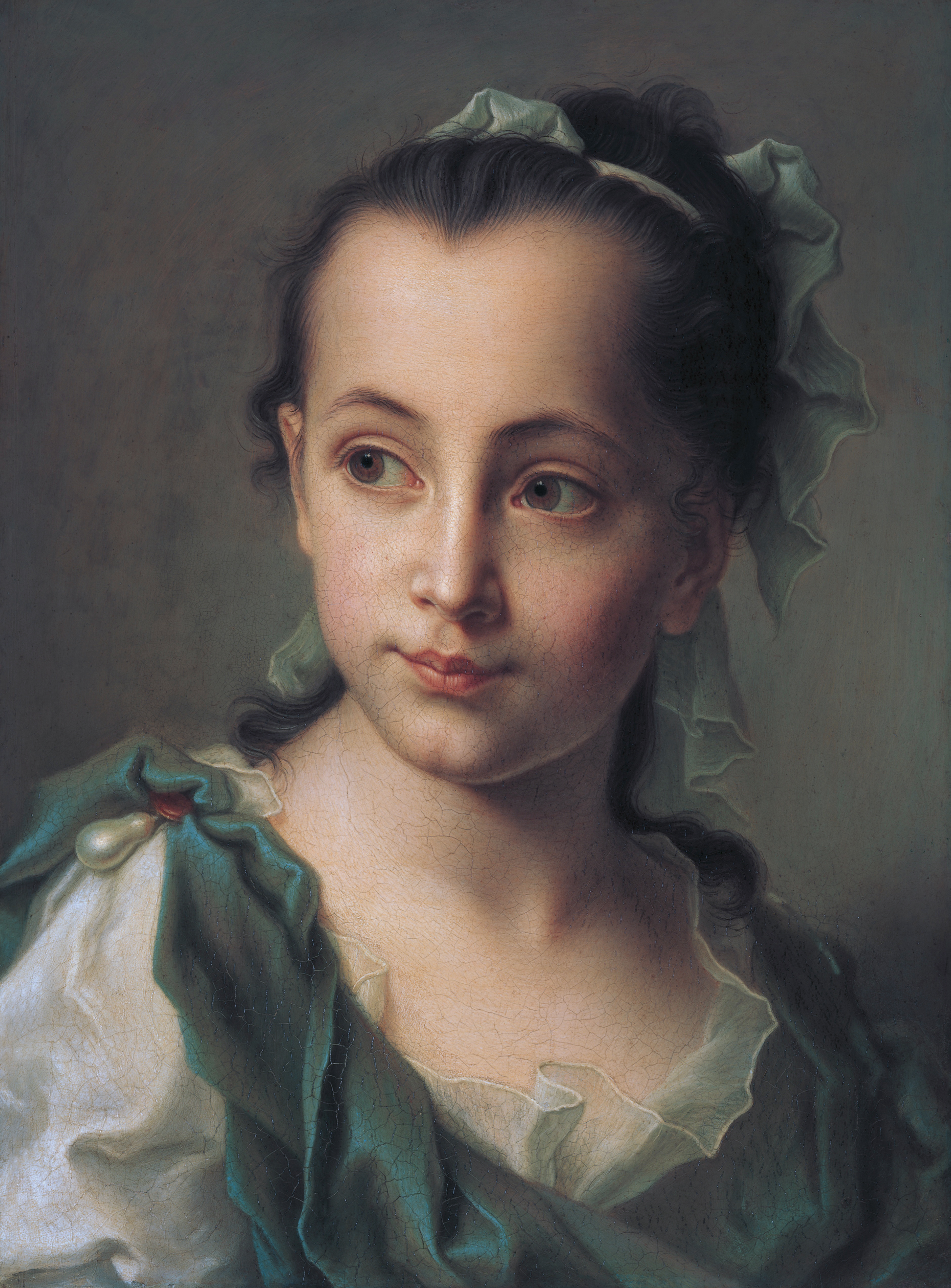
Retrato de la hija del pintor (1761), Museo Liechtenstein, Viena
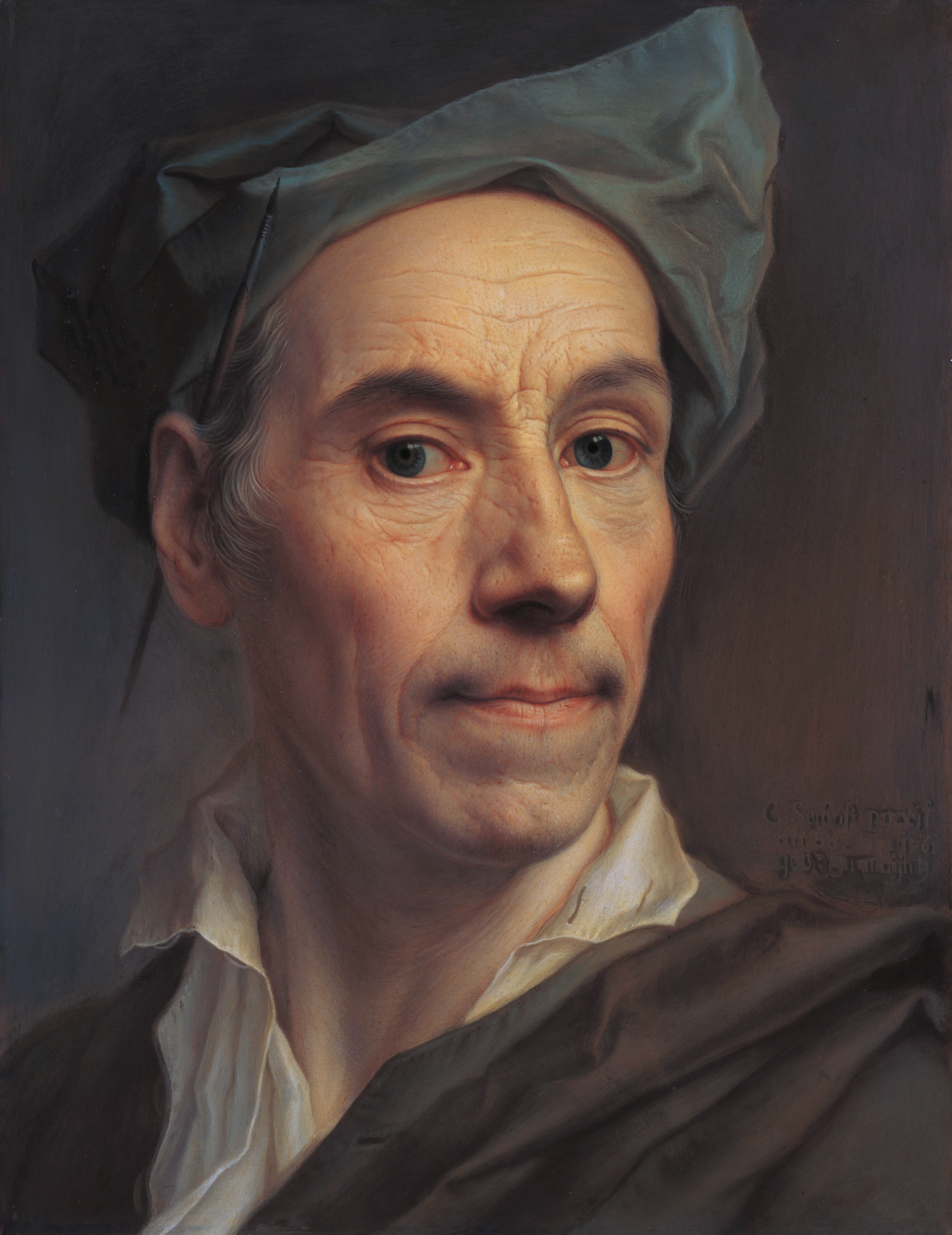
Autorretrato (1761), Museo Liechtenstein, Viena
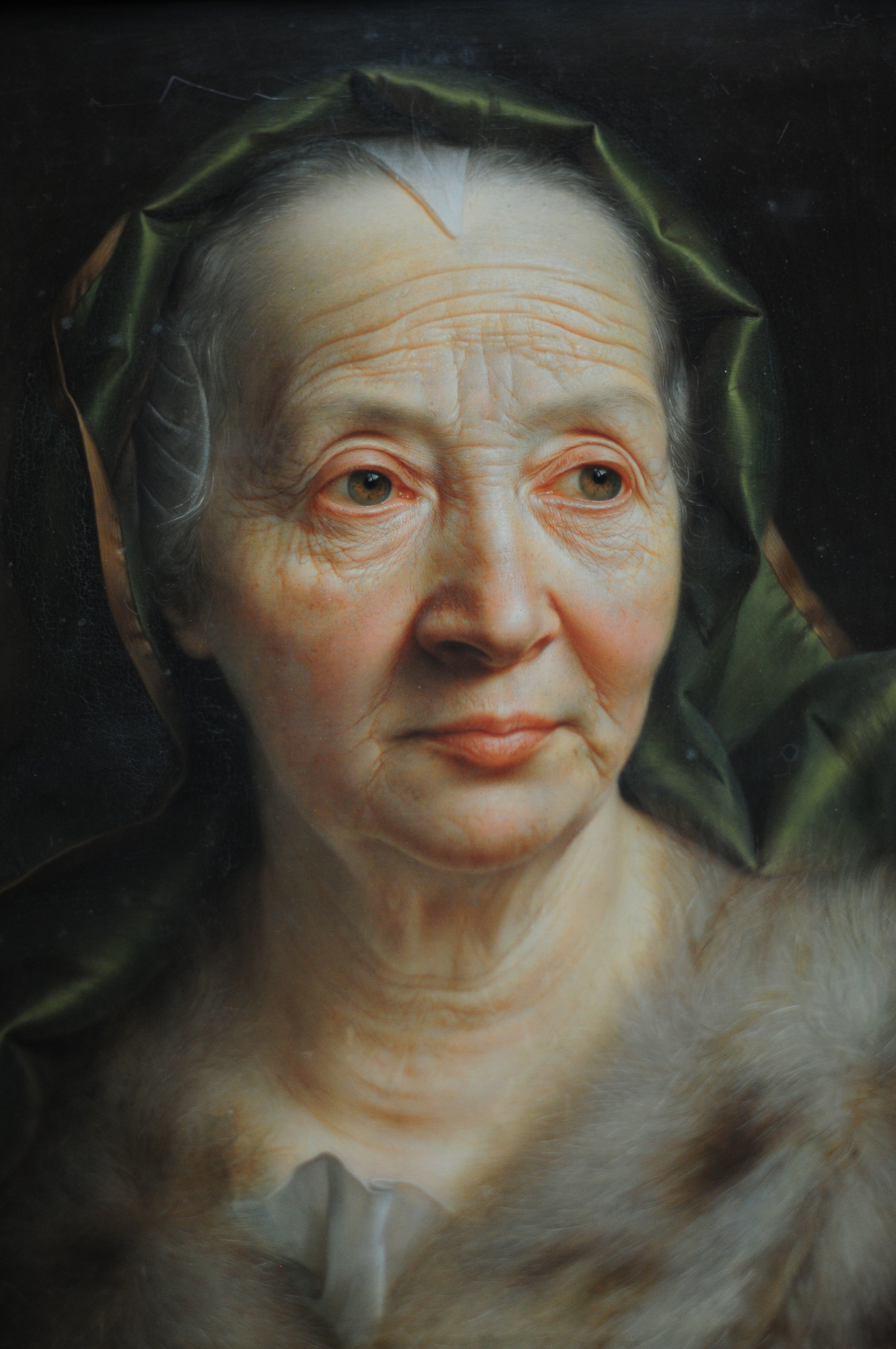
Retrato de una mujer de edad en la bufanda verde (antes de 1768), Gemäldegalerie Alte Meister, Dresde
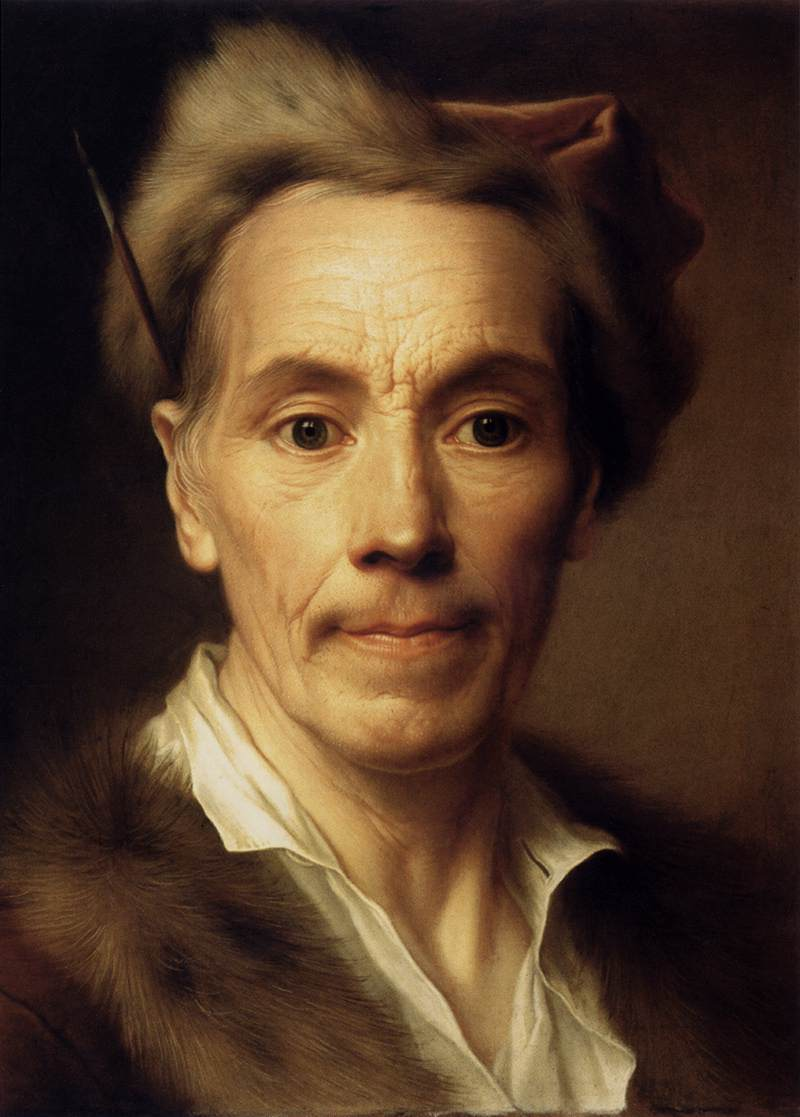
Auto-retrato en el viejo hombre (antes de 1768), Museo de bellas artes de Budapest